# هاوارد راس
هاوارد راس (انگلیسی: Howard Ross؛ زادهٔ ۱۰ ژانویهٔ ۱۹۴۱) بازیگر اهل ایتالیا است.
از فیلم‌هایی که وی در آن نقش داشته‌است، می‌توان به آ.آ.آ. ماساژدهنده حرفه‌ای، زیبا، آماده ارائه خدمات…، مرد بی‌رحم، شب‌های پرحرارت پوپیا، پشت دیوارهای صومعه، قاتل نه صندلی رزرو کرد، جنگ نرتوا، پنج زن زیبا برای جشن نیمه پاییز، بیست هزار دلار برای هفت نفر، پرونده دختر پیژامه‌پوش و شماره یک اشاره کرد.